# Верещагинское городское поселение
Верещагинское городско́е поселе́ние — муниципальное образование в Верещагинском районе Пермского края Российской Федерации.
Административный центр — город Верещагино.

## История
Статус и границы городского поселения установлены Законом Пермской области от 9 декабря 2004 года № 1874-405 «Об утверждении границ и о наделении статусом муниципальных образований Верещагинского района Пермской области»

## Население
| 2010    | 2012    | 2013    | 2014    | 2015    | 2016    | 2017    |
| ------- | ------- | ------- | ------- | ------- | ------- | ------- |
| 23 397  | ↘23 355 | ↗23 703 | ↗23 709 | ↘23 594 | ↘23 523 | ↘23 432 |
| 2018    | 2019    |         |         |         |         |         |
| ↘23 191 | ↘22 848 |         |         |         |         |         |

## Состав городского поселения
| №  | Населённый пункт | Тип населённого пункта        | Население |
| -- | ---------------- | ----------------------------- | --------- |
| 1  | Борщовцы         | деревня                       | 68        |
| 2  | Верещагино       | город, административный центр | ↘22 077   |
| 3  | Верхние Хомяки   | деревня                       | 0         |
| 4  | Зайцы            | деревня                       | 56        |
| 5  | Казарма 1308 км  | населённый пункт              | 26        |
| 6  | Казарма 1309 км  | населённый пункт              | 2         |
| 7  | Казарма 1312 км  | населённый пункт              | 0         |
| 8  | Логиново         | деревня                       | 37        |
| 9  | Нижние Хомяки    | деревня                       | 5         |
| 10 | Рябины           | деревня                       | 647       |
| 11 | Субботники       | посёлок                       | 400       |

## Флаг
Флаг утверждён 8 декабря 2006 года: «Флаг МО „Верещагинское городское поселение“ представляет собой зелёное (изумрудное) прямоугольное полотнище с отношением ширины к длине 2:3, воспроизводящее посередине фигуры герба поселения: серебряной передней части и исторического паровоза с двумя серебряными параллельными линиями, исходящими из-под фигуры паровоза и расходящимися к краю флага; поверх фигуры паровоза наперекрест положенные золотые кисти с серебряными оконечниками в стороны».